# شهرستان استوری (نوادا)
شهرستان استوری یکی از شهرستان‌های ایالت نوادا است. جمعیت آن بر طبق آمارهای سال ۲۰۱۰ برابر است با ۴.۰۱۰ نفر و دارای مساحت ۶۸۴ کیلومتر مربع است.

## پیوند
- وب‌گاه رسمی